# Mariene provincie Zuidelijke Kuroshiostroom
De Mariene provincie Zuidelijke Kuroshiostroom (28) (Engels: South Kuroshio marine province) is een biogeografische provincie en ligt in het westen van de Grote Oceaan in het Marien rijk Centrale Indo-Pacific. De mariene provincie is vastgesteld door het World Wide Fund for Nature en The Nature Conservancy en is vernoemd naar de zeestroom Kuroshio.
In het noorden grenst het gebied aan de mariene provincie Warme Gematigde Noordwestelijke Stille Oceaan (9), in het zuiden aan de mariene provincie Westelijke Koraaldriehoek (30) en in het westen aan de mariene provincie Zuid-Chinese Zee (25).

## Geografie
De mariene provincie ligt rond de Bataneilanden en de Babuyaneilanden van de Filipijnen, een deel van de Japanse Riukiu-eilanden en de zuidkust van Taiwan.

## Biogeografie
Het gebied kent zeeleven dat houdt van tropische temperaturen.

## Mariene ecoregio's
De mariene provincie bestaat uit slechts één mariene ecoregio:
- Mariene ecoregio Zuidelijke Kuroshiostroom (121)